# Oliver Smithies
Oliver Smithies (Halifax, 1925. június 23. – Chapel Hill, 2017. január 10.) angliai születésű amerikai genetikus és biokémikus. 2007-ben Mario Capecchivel és Sir Martin Evansszal megosztva elnyerte a fiziológiai Nobel-díjat "egér magzati őssejtek specifikus génmódosításának területén elért felfedezéseikért".

## Tanulmányai
Oliver Smithies 1925. június 23-án született a yorkshire-i Halifaxban. Apja William Smithies biztosítási ügynök volt, aki a főiskolai angoltanárnőjét, Doris Sykest vette feleségül. Olivernek született egy ikertestvére is, Roger, valamint egy öt évvel fiatalabb húga, Nancy. Mivel a városon kívül laktak, Oliver gyerekkorában sokat kószált a ház mögött tölgyerdőben és a környező lápvidéken, illetve segített apjának szerelni kiszolgált automobiljukat, majd 16 évesen saját motorkerékpárját; innen származott technikai érzéke. Az elemi iskolát a közeli Copley falusi iskolájában végezte, majd miután beköltöztek Halifaxba, testvérével együtt a Heath Grammar School középiskolába járt. Itteni jó teljesítményével elnyert egy ösztöndíjat az Oxfordi Egyetem Balliol College-ébe, ahol eredetileg fizikát akart tanulni, de végül inkább az orvostudományt választotta.
Az egyetemet 1943-ban kezdte, diákként díjat nyert anatómiából és 1946-ban állatélettanból baccalaureus artium fokozatot szerzett. Tanára, Alexander G. Ogston hatására (aki a fizikai kémia biológiai alkalmazásait tanulmányozta) a következő két évben átváltott a kémiára. Első tudományos publikációját 1948-ban írta, Ogstonnal közösen. 1951-ben sikeresen megvédte doktori disszertációját, amelynek témája a fehérjeoldatok fiziko-kémiai tulajdonságai voltak.  

## Pályafutása
Tanára javaslatára Smithies megpályázott egy posztdoktori kutatói ösztöndíjat az Egyesült Államokba, a Wisconsin–Madison Egyetem kémia tanszékére. A ösztöndíj egyik feltétele az volt, hogy utána nem maradhat az országban, így amikor az lejárt, 1953-ban Smithies Kanadában, a Torontói Egyetemen talált állást David A. Scott inzulinkutató laboratóriumában.
1960-ban visszatért a Wisconsin–Madison Egyetemre, ahol a genetikai tanszéken dolgozott egészen 1988-as visszavonulásáig előbb adjunktusi, docensi, majd professzori minőségben. Ezután a Chapel Hill-i Észak-Karolinai Egyetemen oktatott és kutatott mint a patológia professzora és még nyolcvanas éveiben is naponta bejárt dolgozni. 1948 és 2016 között több mint 350 tudományos közleményt jelentetett meg.

## Munkássága
Smithies a Torontói Egyetemen az egyébként sikertelen inzulinkutatási programja mellékszálaként kidolgozott egy új, keményítőn alapuló elektroforézis-technikát, amellyel javított a fehérjék szétválasztásának hatásfokán. Az elektroforetikus módszerrel szét tudta választani a csak minimálisan különböző emberi vérplazma-fehérjéket és Norma Ford Walkerrel közösen kimutatták, hogy a különbségeknek örökletes háttere van.
Az 1980-as években a Wisconsini Egyetemen kifejlesztett egy módszert, amellyel egerek génjeit tudta tetszés szerint megváltoztatni. Smithies szintetikus DNS-darabokat juttatott az egérsejtbe, ahol az (igen kis eséllyel) homológ rekombinációval  kicserélődött a hasonló bázissorrendű, eredeti génnel. Tőle függetlenül hasonló technikát dolgozott ki a Utahi Egyetemen az olasz-amerikai Mario Capecchi. A módszer világszerte elterjedt és számos betegség (mint a rák, cisztás fibrózis, cukorbetegség) kutatásában jelentős szerepet kapott. Pályafutásának kései szakaszában Smithies feleségével közösen a magas vérnyomás kialakulását vizsgálta genetikailag módosított egerekben.

## Elismerései

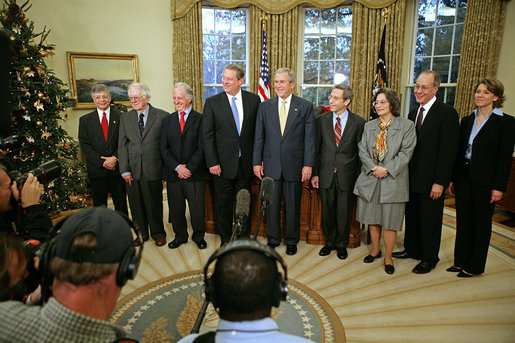
George W. Bush a 2007 év amerikai Nobel-díjasaival. Smithies balról a második

- 1971 a Nemzeti Tudományos Akadémia tagja
- 1975 az Amerikai Genetikai Társaság elnöke
- 1978 az Amerikai Művészeti és Tudományos Akadémia tagja
- 1990 és 1993 a Gairdner Alapítvány nemzetközi díja
- 1993 Észak-Karolina Díj
- 1994 a General Motors Alapítvány Ifjabb Alfred P. Sloan-díja
- 1996 az Amerikai Szív Alapítvány Ciba-díja
- 1997 Bristol Myers Squibb-díj
- 1998 az Amerikai Orvosegyetemek Szövetségének díja
- 1998 a Royal Society tagja
- 2001 Albert Lasker-díj az orvosi alapkutatásért
- 2002 az Észak-Karolinai Egyetem O. Max Gardner-díja
- 2002 Massry-díj
- 2003 Wolf-díj
- 2005 March of Dimes-díj
- 2007 Thomas Hunt Morgan-érem
- 2007 Fiziológiai és orvostudományi Nobel-díj
- 2009 az Amerikai Kémikusok Intézetének aranyérme

## Családja
Oliver Smithies az 50-es években vette feleségül a virológus Lois Kitzét, akit a Wisconsini Egyetemen ismert meg. 1978-ban elváltak. Második felesége Nobuyo Maeda volt, az Észak-Karolinai Egyetem patológiatanára. Smithies színtévesztő volt, ennek ellenére pilótajogosítványt szerzett és lelkes vitorlázórepülő volt. 1980-ban egy egymotoros repülőgép másodpilótaként részt vett az Atlanti-óceán átrepülésében és olyan sebességrekordot állítottak fel, amely húsz éven át fennállt.
Oliver Smithies 2017 január 10-én halt meg, 91 éves korában.

## Fordítás
- Ez a szócikk részben vagy egészben  az   Oliver Smithies című angol Wikipédia-szócikk ezen változatának fordításán alapul.  Az eredeti cikk szerkesztőit annak laptörténete sorolja fel. Ez a jelzés csupán a megfogalmazás eredetét és a szerzői jogokat jelzi, nem szolgál a cikkben szereplő információk forrásmegjelöléseként.